# El Liberal Navarro
Diario vespertino navarro editado en Pamplona cuyo primer número salió a la calle el uno de abril de 1886.

## Tendencia política
De tendencia liberal dinástico no aceptaba ataques contra la religión ni el uso de esta para banderías políticas
Fervoroso defensor de Sagasta y de su actuación política y enemigo de los conservadores, a quienes lanzaba frecuentes invectivas en sus editoriales.
Al igual que el resto de los periódicos navarros, se declaró el 19 de mayo de 1893 profundamente fuerista.
Con ocasión de la gamazada publicó un título a toda página, novedad que rompía con la rutina de la titulación de los periódicos pamploneses del momento

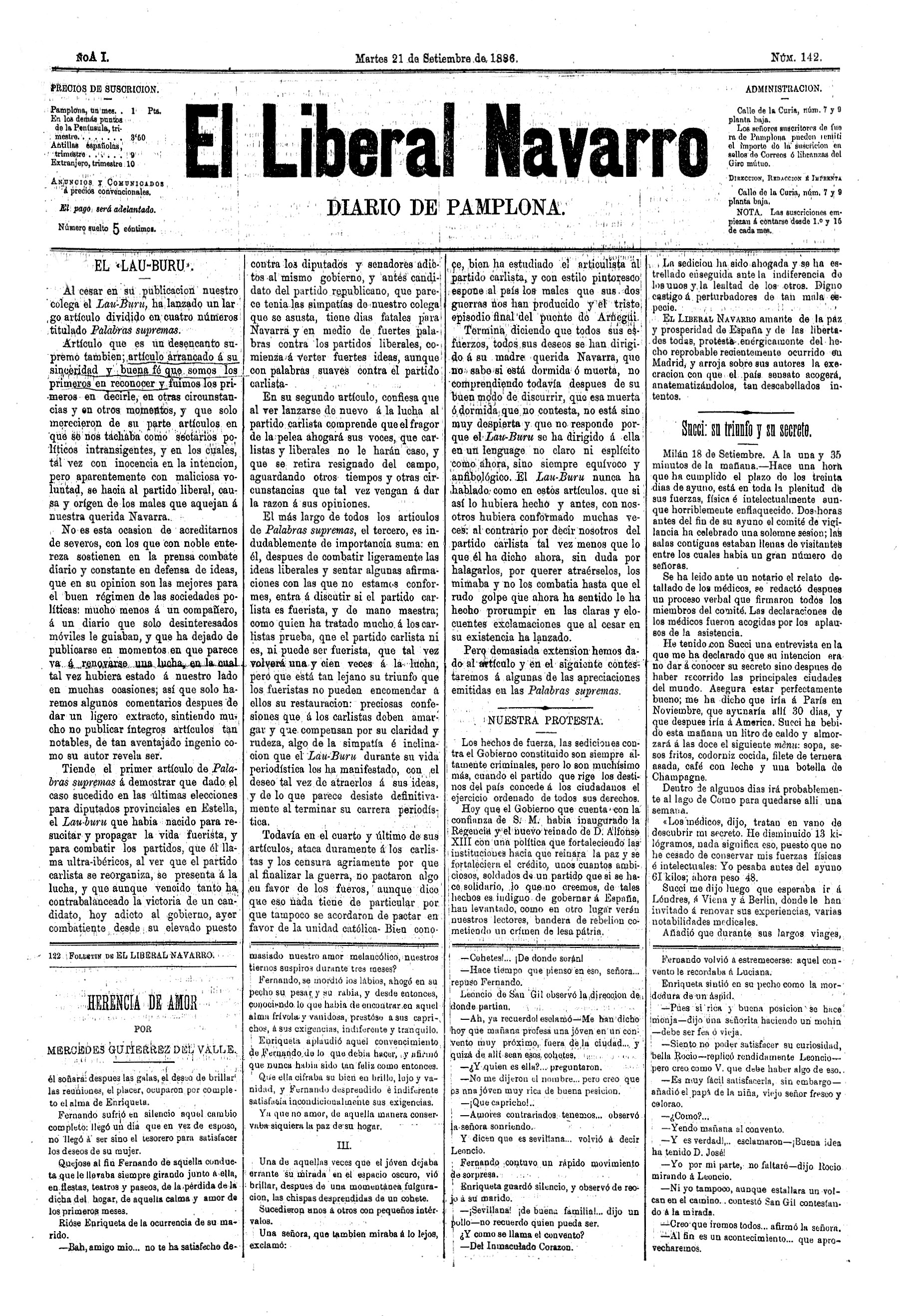
El Liberal Navarro N1

## Periodo
El 31 de marzo de 1897 se despidió de sus lectores después de once años de vida.
Fue sustituido por  El Heraldo de Navarra.

## Directores y colaboradores
Fueron directores del periódico
- Juan Pascual Esteban Chavarría (1886 – 87)
- Manuel Jimeno y Egúrvide (1887 – 90)
- Manuel Díaz Mendivil (1890)
- Leopoldo Sanz Rahona (1890 – 1893)
- Javier Arvizu Górriz (1893 – 1897)

Colaboraron personas de conocido prestigio como Estanislao Aranzadi o el doctor Simonena.